# José Manuel Moreno Periñán
José Manuel Moreno Periñán (Ámsterdam, 7 de mayo de 1969) es un deportista español que compitió en ciclismo en la modalidad de pista, especialista en las pruebas de velocidad y contrarreloj. Es el campeón olímpico en la prueba del kilómetro contrarreloj de Barcelona 1992 y campeón mundial amateur en el año 1991.
Participó en tres Juegos Olímpicos de Verano, entre los años 1988 y 1996, obteniendo una medalla de oro en Barcelona 1992, en la prueba de kilómetro contrarreloj.
Ganó una medalla de oro en el Campeonato Mundial de Ciclismo en Pista de 1991, en el kilómetro contrarreloj, y una medalla de plata en el Campeonato Europeo de Ómnium.

## Medallero internacional
| Juegos Olímpicos   | Juegos Olímpicos     | Juegos Olímpicos | Juegos Olímpicos      |
| Año                | Lugar                | Medalla          | Competición           |
| ------------------ | -------------------- | ---------------- | --------------------- |
| 1992               | Barcelona (España)   | Medalla de oro   | 1 km contrarreloj     |
| Campeonato Mundial |                      |                  |                       |
| Año                | Lugar                | Medalla          | Competición           |
| 1991               | Stuttgart (Alemania) | Medalla de oro   | 1 km contrarreloj (A) |
| Campeonato Europeo |                      |                  |                       |
| Año                | Lugar                | Medalla          | Competición           |
| 1995               | Valencia (España)    | Medalla de plata | Ómnium esprint        |

1. ↑  Campeonato Europeo realizado sólo para la disciplina de ómnium.
2. ↑  Variedad de ómnium que incluía cuatro pruebas de esprint: 200 m vuelta lanzada, keirin, eliminación y velocidad individual.

## Biografía
Nació en Ámsterdam, hijo de padres andaluces. Cuando él tenía nueve años la familia se traslada a Chiclana de la Frontera, donde creció y estudió. Comenzó a practicar el ciclismo con 14 años, haciéndolo de manera destacada, y un par de años después fue invitado a integrarse al equipo nacional de pista.
Fue convocado para participar en los Juegos Olímpicos de Seúl 1988 en la prueba de velocidad, quedando noveno en la clasificación y cuarto en la repesca, sin poder pasar a la ronda final.
A principios de los años 90 y de cara a los Juegos Olímpicos de Barcelona 1992, la federación decide contratar como técnico de la selección al soviético Alexandr Nietsigorostev, quien le impuso a José Antonio una rutina de entrenamiento más dura y efectiva: en el Mundial de 1991, celebrado en Stuttgart se coronó campeón amateur en el kilómetro contrarreloj, venciendo al favorito de la prueba, el local Jens Glücklich.
Pero su mayor éxito llegó un año más tarde, la tarde del 27 de julio, el segundo día de competiciones de los Juegos Olímpicos de Barcelona 1992. En la final del kilómetro contrarreloj marcó el mejor tiempo, 1:03,342, estableciendo un nuevo récord mundial y consiguiendo la medalla de oro, la primera para España en sus Juegos, y la primera para el ciclismo español. Cuatro días más tarde compite en la disciplina de velocidad: fue quinto en la clasificatoria, ganó sus respectivas mangas en la segunda y tercera ronda, pero perdió en los cuartos de final contra el italiano Roberto Chiappa, quedando octavo en la clasificación final.
En su última participación olímpica, en Atlanta 1996, sólo se clasificó para la prueba de velocidad, donde no pudo pasar de la repesca. En 2000 anunció su retirada del deporte de alta competición; aunque sigue disputando carreras internacionales.

## Palmarés
- 1988

 Campeón de España de velocidad
 Campeón de España de Kilómetro contrarreloj
- 1989

 Campeón de España de velocidad
 Campeón de España de Kilómetro contrarreloj
- 1990

 Campeón de España de velocidad
 Campeón de España de Kilómetro contrarreloj
- 1991

 Campeón del mundo en kilómetro contrarreloj
 Campeón de España de Kilómetro contrarreloj
 Campeón de España de velocidad
- 1992

 Medalla de oro en los Juegos Olímpicos de Barcelona en Kilómetro Contrarreloj
- 1993

 Campeón de España de velocidad
 Campeón de España de Kilómetro contrarreloj
- 1995

 Campeón de España de Kilómetro contrarreloj
 Campeón de España de velocidad por equipos (junto a Diego Ortega y Juan Manuel Sánchez)
- 1998

 Campeón de España de velocidad

## Premios, reconocimientos y distinciones
- Medalla de Oro de la Real Orden del Mérito Deportivo, otorgada por el Consejo Superior de Deportes (1994)[6]